# Campeonato de Fútbol de Nueva Zelanda 2008-09
El Campeonato de Fútbol de Nueva Zelanda 2008/09 (New Zealand Football Championship 2008/09 en inglés) fue la quinta edición del máximo torneo futbolístico del país insular Nueva Zelanda. 
Como en la edición anterior, fueron 8 los participantes de las regiones más pobladas del país. El Auckland City FC consiguió su cuarto título en la competición, tras vencer en la final a su clásico rival, el Waitakere United.

## Equipos participantes
| Equipo                | Ciudad           | Estadio           | Capacidad |
| --------------------- | ---------------- | ----------------- | --------- |
| Waitakere United      | Waitakere        | Park Hall         | 2.500     |
| Auckland City FC      | Auckland         | Kiwitea Street    | 4.000     |
| Team Wellington       | Wellington       | Newtown Park      | 5.000     |
| Canterbury United     | Christchurch     | English Park      | 8.000     |
| Hawke's Bay United    | Napier           | Bluewater Stadium | 4.000     |
| Waikato Football Club | Hamilton         | Fred Jones Park   | 2.000     |
| Otago United          | Dunedin          | Carisbrook        | 29.000    |
| YoungHeart Manawatu   | Palmerston North | Memorial Park     | 8.000     |

## Tabla de posiciones
J: partidos jugados; G: partidos ganados; E: partidos empatados; P: partidos perdidos; GF: goles a favor;
 GC: goles en contra; DG: diferencia de goles; Pts: puntos

| Pos | Equipo              | PJ | G  | E | P  | GF | GC | Dif | Pts |
| --- | ------------------- | -- | -- | - | -- | -- | -- | --- | --- |
| 1   | Waitakere United    | 14 | 10 | 3 | 1  | 30 | 12 | +18 | 33  |
| 2   | Auckland City FC    | 14 | 8  | 1 | 5  | 27 | 15 | +12 | 25  |
| 3   | YoungHeart Manawatu | 14 | 7  | 2 | 5  | 22 | 19 | +3  | 23  |
| 4   | Team Wellington     | 14 | 7  | 2 | 5  | 28 | 28 | 0   | 23  |
| 5   | Hawke's Bay United  | 14 | 7  | 1 | 6  | 24 | 17 | +7  | 22  |
| 6   | Waikato FC          | 14 | 6  | 1 | 7  | 19 | 22 | -3  | 19  |
| 7   | Otago United        | 14 | 2  | 2 | 10 | 16 | 32 | -16 | 8   |
| 8   | Canterbury United   | 14 | 2  | 2 | 10 | 11 | 32 | -21 | 8   |

|  | Clasificación a los playoffs y la Liga de Campeones de la OFC 2009/10 |

|  | Clasificación a los Playoffs |

## Playoffs

### Semifinales
| YoungHeart Manawatu | 3:1 | Auckland City       |
| Auckland City       | 3:0 | YoungHeart Manawatu |

| Team Wellington  | 0:1 | Waitakere United |
| Waitakere United | 5:0 | Team Wellington  |

### Final
| Auckland City | 2:1 | Waitakere United |

| Bandera de Nueva Zelanda           |
| Campeón Auckland City FC 4º título |